# PPP4C
PPP4C (англ. Protein phosphatase 4 catalytic subunit) – білок, який кодується однойменним геном, розташованим у людей на короткому плечі 16-ї хромосоми. Довжина поліпептидного ланцюга білка становить 307 амінокислот, а молекулярна маса — 35 080.
| 10         |  | 20         |  | 30         |  | 40         |  | 50         |
| ---------- |  | ---------- |  | ---------- |  | ---------- |  | ---------- |
| MAEISDLDRQ |  | IEQLRRCELI |  | KESEVKALCA |  | KAREILVEES |  | NVQRVDSPVT |
| VCGDIHGQFY |  | DLKELFRVGG |  | DVPETNYLFM |  | GDFVDRGFYS |  | VETFLLLLAL |
| KVRYPDRITL |  | IRGNHESRQI |  | TQVYGFYDEC |  | LRKYGSVTVW |  | RYCTEIFDYL |
| SLSAIIDGKI |  | FCVHGGLSPS |  | IQTLDQIRTI |  | DRKQEVPHDG |  | PMCDLLWSDP |
| EDTTGWGVSP |  | RGAGYLFGSD |  | VVAQFNAAND |  | IDMICRAHQL |  | VMEGYKWHFN |
| ETVLTVWSAP |  | NYCYRCGNVA |  | AILELDEHLQ |  | KDFIIFEAAP |  | QETRGIPSKK |
| PVADYFL    |  |            |  |            |  |            |  |            |

A: Аланін

C: Цистеїн

D: Аспарагінова кислота

E: Глутамінова кислота

F: Фенілаланін

G: Гліцин

H: Гістидин

I: Ізолейцин

K: Лізин

L: Лейцин

M: Метіонін

N: Аспарагін

P: Пролін

Q: Глутамін

R: Аргінін

S: Серин

T: Треонін

V: Валін

W: Триптофан

Кодований геном білок за функціями належить до гідролаз, протеїн-фосфатаз. 
Задіяний у такому біологічному процесі, як ацетилювання. 
Білок має сайт для зв'язування з іонами металів, іоном марганцю. 
Локалізований у цитоплазмі, цитоскелеті, ядрі.